# هارالدز بلس
هارالدز بلس (روسی: Гарольд Блау, Гарри Блау؛ ۶ فوریهٔ ۱۸۸۵ – ۴ ژوئن ۱۹۴۵) ورزشکار ورزش تیراندازی اهل لتونی بود.
وی در مسابقات کشوری و بین‌المللی در مجموع برندهٔ ۱ مدال برنز شده‌است.